# 翁贝托一世拱廊街 (都灵)
45°04′29″N 7°41′00″E / 45.074592°N 7.683219°E

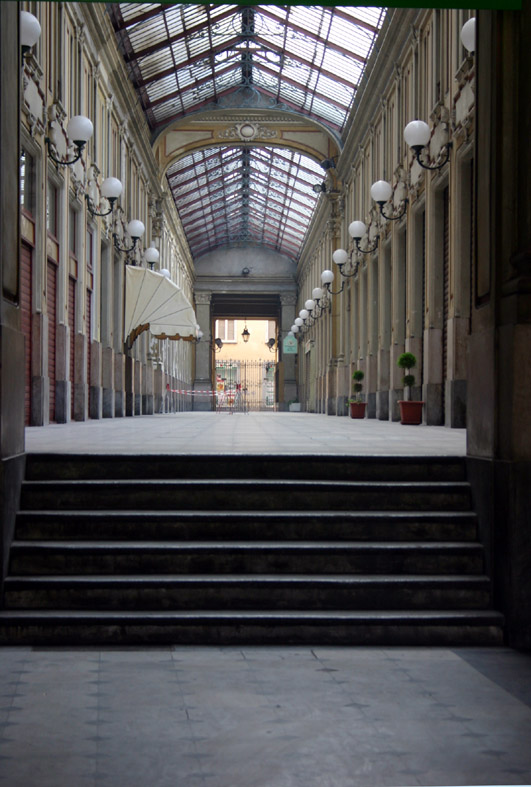

翁贝托一世拱廊街（Galleria Umberto I）是意大利都灵的一座历史建筑，开设有许多商铺。是全市最大的购物中心。它坐落在门宫（Porta Palazzo），面临圣殿街（Via della Basilica）和共和国广场（Piazza della Repubblica）。
此处原是都灵的第一个医院圣穆理思医院的所在地。1884年医院迁往新址。1889-1890年，旧医院建筑被改建为十字形平面的购物廊，以国王翁贝托一世命名。历史悠久的穆理思药房仍开设于此。